# Phocylides (cráter)
Phocylides es un cráter de impacto localizado cerca del borde suroeste de la cara visible de la Luna. Se superpone al borde sur del cráter Nasmyth, situado al norte. Al noroeste se halla la inusual formación en meseta del cráter Wargentin, hacia el este aparece la formación fusionada Schiller, y en el suroeste se encuentra Pingré. Phocylides se localiza al noroeste de la Cuenca Schiller-Zucchius.
|  |

La pared exterior de Phocylides está desgastada y erosionada, especialmente en el borde occidental. El borde norte del brocal es discontinuo e irregular, con una elevación del terreno que enlaza con el borde sur de Wargentin. El cráter Phocylides F atraviesa el borde sur. El suelo de Phocylides está inundado de lava y es relativamente liso, con algunos cratercillos pequeños y sin pico central. El impacto más notable en el suelo interior es un cráter cerca del borde noreste.

## Cráteres satélite

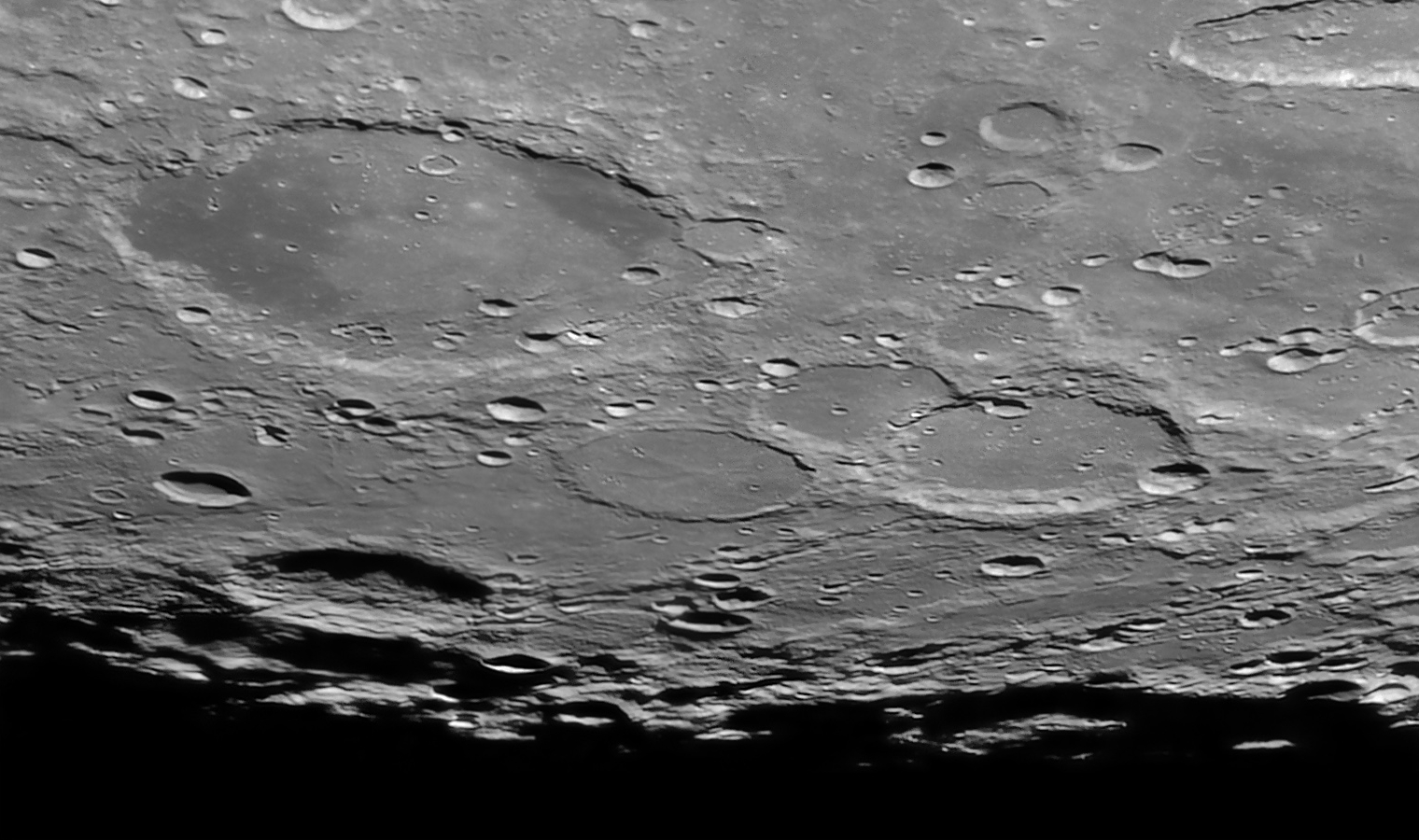
Vista desde la Tierra de Nasmyth, Phocylides, y Wargentin (a la derecha) y de Schickard (arriba a la izquierda).

Por convención estos elementos son identificados en los mapas lunares poniendo la letra en el lado del punto medio del cráter que está más cercano a Phocylides.
|            | \| Phocylides \| Coordenadas \| Diámetro \| \| ---------- \| ------------------------------ \| -------- \| \| A \| 54°36′S 51°36′O / -54.6, -51.6 \| 19 km \| \| B \| 53°48′S 51°42′O / -53.8, -51.7 \| 8 km \| \| C \| 51°00′S 52°36′O / -51.0, -52.6 \| 46 km \| \| D \| 53°12′S 51°36′O / -53.2, -51.6 \| 7 km \| \| E \| 55°30′S 57°42′O / -55.5, -57.7 \| 32 km \| \| F \| 54°48′S 57°24′O / -54.8, -57.4 \| 23 km \| \| G \| 51°12′S 50°48′O / -51.2, -50.8 \| 14 km \| \| J \| 54°06′S 62°42′O / -54.1, -62.7 \| 22 km \| \| K \| 52°12′S 48°54′O / -52.2, -48.9 \| 14 km \| \| KA \| 52°00′S 48°54′O / -52.0, -48.9 \| 12 km \| \| KB \| 51°42′S 48°48′O / -51.7, -48.8 \| 14 km \| \| L \| 56°54′S 62°42′O / -56.9, -62.7 \| 9 km \| \| M \| 55°30′S 60°30′O / -55.5, -60.5 \| 9 km \| \| N \| 52°06′S 55°30′O / -52.1, -55.5 \| 15 km \| \| S \| 55°54′S 59°48′O / -55.9, -59.8 \| 10 km \| \| V \| 56°36′S 60°36′O / -56.6, -60.6 \| 8 km \| \| X \| 50°30′S 50°36′O / -50.5, -50.6 \| 7 km \| \| Z \| 50°00′S 50°48′O / -50.0, -50.8 \| 8 km \| |          |
| Phocylides | Coordenadas | Diámetro |
| A          | 54°36′S 51°36′O / -54.6, -51.6 | 19 km    |
| B          | 53°48′S 51°42′O / -53.8, -51.7 | 8 km     |
| C          | 51°00′S 52°36′O / -51.0, -52.6 | 46 km    |
| D          | 53°12′S 51°36′O / -53.2, -51.6 | 7 km     |
| E          | 55°30′S 57°42′O / -55.5, -57.7 | 32 km    |
| F          | 54°48′S 57°24′O / -54.8, -57.4 | 23 km    |
| G          | 51°12′S 50°48′O / -51.2, -50.8 | 14 km    |
| J          | 54°06′S 62°42′O / -54.1, -62.7 | 22 km    |
| K          | 52°12′S 48°54′O / -52.2, -48.9 | 14 km    |
| KA         | 52°00′S 48°54′O / -52.0, -48.9 | 12 km    |
| KB         | 51°42′S 48°48′O / -51.7, -48.8 | 14 km    |
| L          | 56°54′S 62°42′O / -56.9, -62.7 | 9 km     |
| M          | 55°30′S 60°30′O / -55.5, -60.5 | 9 km     |
| N          | 52°06′S 55°30′O / -52.1, -55.5 | 15 km    |
| S          | 55°54′S 59°48′O / -55.9, -59.8 | 10 km    |
| V          | 56°36′S 60°36′O / -56.6, -60.6 | 8 km     |
| X          | 50°30′S 50°36′O / -50.5, -50.6 | 7 km     |
| Z          | 50°00′S 50°48′O / -50.0, -50.8 | 8 km     |